# Total War: Shogun 2: Il Tramonto dei Samurai
Total War: Shogun 2: Il Tramonto dei Samurai è una delle due espansioni stand-alone del videogioco di strategia Total War: Shogun 2, rilasciato il 23 marzo 2012.  Esso è ambientato durante la transizione che condusse al periodo Meiji e alla restaurazione del potere imperiale in Giappone sotto Mutsuhito, quando la minaccia delle potenze occidentali ha preso il sopravvento, costrinse il governo giapponese a modernizzarsi ed infine ad abolire il suo tradizionale shogunato.

## Modalità di gioco
La nuova campagna comincia nel 1864, nel periodo storico più avanzato preso in considerazione dalla saga, in un contesto di risentimento crescente nei confronti del potere coloniale e dell'influenza dell'Occidente. Mentre il Giappone comincia a modernizzarsi e industrializzarsi, gli inevitabili cambiamenti sociali ed economici sboccano in un nazionalismo sempre più militante e in una forte avversione nei confronti dello shogunato.
Il giocatore può prendere il comando di un clan che sostiene il trono imperiale (Choshu, Satsuma, Tosa) oppure l'ultimo shogunato (Aizu, Nagaoka, Jozai) in una mappa che riflette il Giappone del XIX secolo. Seguire la via del rinnovamento tecnologico, attraverso l'industrializzazione della terra e l'avvento della guerra moderna comporta vantaggi e svantaggi, così come il rimanere ancorato alla cultura del passato, mantenendo il sistema feudale e le tecniche belliche tradizionali. Imboccando la strada della modernizzazione e aprendo le porte a potenze straniere come gli Stati Uniti, la Gran Bretagna e la Francia si subirà il malcontento di gran parte della popolazione, che vorrebbe restare fedele alla casta tradizionale e all'etica nazionalista, ma si potrà disporre di tecnologie e armamenti all'avanguardia, quali i cannoni Armstrong e le potenti mitragliatrici Gatling che, in condizioni ottimali, possono falciare file di decine di soldati.
La comparsa di linee ferroviarie sulla mappa rappresenta una novità per la serie, permettendo a chi ne usufruisce di favorire gli scambi commerciali e velocizzare sensibilmente gli spostamenti militari sui propri possedimenti; nella campagna possono intervenire nuovi agenti, come il veterano straniero, ognuno con le sue abilità da sviluppare.
Sul fronte delle battaglie marittime, le vecchie navi medievali sono state sostituite da poderose corazzate a vapore che si fronteggiano a suon di cannonate, proiettili esplosivi e perforanti. Un nuovo tipo di battaglia, l'assedio portuale, si verifica poi quando si sferra un attacco navale al fine di espugnare il porto nemico.

## Distribuzione
L'espansione stand-alone è stata pubblicata il 23 marzo 2012, a un anno di distanza dall'uscita del gioco originale.
Il 12 agosto 2019, approfittando del fatto che tale gioco fosse un'espansione stand-alone, Creative Assembly ha deciso di farlo entrare nella sotto-categoria dei suoi strategici nota come "A Total War Saga". Su Steam il gioco è così in vendita in una nuova edizione, rinomata "Total War Saga: Fall Of The Samurai".
In questa edizione, vengono inclusi gratuitamente quattro clan giocabili nella campagna usciti in precedenza come DLC a pagamento: i Saga, gli Obama, i Tsu e i Sendai.